# 4002 Shinagawa
4002 Shinagawa è un asteroide della fascia principale del diametro medio di circa 12,3 km. Scoperto nel 1950, presenta un'orbita caratterizzata da un semiasse maggiore pari a 2,5157210 UA e da un'eccentricità di 0,0280360, inclinata di 14,67860° rispetto all'eclittica.